# Acroneuroptila puddui
Acroneuroptila puddui är en insektsart som beskrevs av Cadeddu 1970. Acroneuroptila puddui ingår i släktet Acroneuroptila och familjen syrsor. Inga underarter finns listade i Catalogue of Life.